# Hong Ji-yoon
Hong Ji-yoon (* 3. März 1991 in Seoul) ist eine südkoreanische Schauspielerin. Bekannt wurde sie in Meine allererste Liebe und Woori the Virgin.

## Leben und Karriere
Hong wurde am 3. März 1991 in Seoul geboren. Ihr Debüt gab sie 2017 in der Fernsehserie Criminal Minds. Außerdem trat sie in der Serie Bad Guys 2 auf. Anschließend wurde Hong für die Serie What’s Wrong with Secretary Kim gecastet. Unter anderem war sie in der Netflixserie Meine allererste Liebe zu sehen. Später bekam sie eine kleine Rolle in My Absolute Boyfriend. 2019 spielte sie in My Country mit. 2022 bekam Hong in der Serie Woori the Virgin die Hauptrolle.

## Filmografie (Auswahl)
Filme
- 2018: Monstrum
- 2022: Project Wolf Hunting

Serien
- 2017: Criminal Minds
- 2017: Bad Guys 2
- 2018: Return
- 2018: What's Wrong with Secretary Kim
- 2019: Meine allererste Liebe
- 2019: My Absolute Boyfriend
- 2019: My Country
- 2022: Woori the Virgin
- 2022: Why Her

## Auszeichnungen

### Nominiert
- 2022: SBS Drama Awards in der Kategorie „Beste Nebendarstellerin in einer Mini-Serie“[6]